# 孙召镇
孙召镇，是中华人民共和国河南省驻马店市新蔡县下辖的一个乡镇级行政单位。

## 行政区划
孙召镇下辖以下地区：
孙召村、董庄村、高寨村、张楼村、王岗村、袁寨村、郎庄村、宋桥村、柏陈庄村、袁庙村、王营村、候老庄村、大吴庄村、杨王庄村、大马庄村、巩庄村和武庄村。